# Midtre Gauldal
Midtre Gauldal é uma comuna da Noruega, com 1865 km² de área e 5819 habitantes (censo de 2002).         